# پروژه خودروی الکتریکی اپل
پروژه خودروی الکتریکی اپل (انگلیسی: Apple electric car project) موسوم به "تایتان"، یک پروژه ماشین الکتریکی در دست تحقیق و توسعه توسط شرکت اپل است. تا به امروز، اپل هنوز اظهارنظری دربارهٔ ساختن یک خودروی الکتریکی نکرده است.
شایعه شده است که تعداد قابل توجهی از کارکنان اپل در حال کار بر روی این پروژه هستند.